# Za'Darius Smith
(en) Statistiques sur pro-football-reference
Za'Darius Smith, né le 8 septembre 1992 à Greenville dans l'Alabama, est un sportif professionnel américain de football américain agent libre, jouant au poste de linebacker dans la National Football League (NFL) depuis la saison 2015.
Sélectionné en 122e choix global lors du quatrième tour de la draft 2015 de la NFL par la franchise des Ravens de Baltimore, il y joue pendant quatre saisons avant de rejoindre les Packers de Green Bay (2019-2021), les Vikings du Minnesota (2022), les Browns de Cleveland (2023-2024) et les Lions de Détroit (2024).
Au cours de sa carrière professionnelle, il obtient trois sélections pour le Pro Bowl (2019, 2000 et 2022) et une sélection dans la deuxième équipe All-Pro en 2000.
Au niveau universitaire, il joue pendant deux saisons dans la NJCAA pour l'East Mississippi Community College (en) et pendant deux saisons dans la NCAA Division I FBS et sa Southeastern Conference (SEC) pour les Wildcats de l'université du Kentucky.

## Jeunesse
Smith est le fils de Sharon Smith et Robert Meeks. Il vient d'une famille sportive, son frère aîné, Bob Meeks, joue comme centre pour les Tigers de l'université d'Auburn et pour les Broncos de Denver en NFL. Son cousin, Davern Williams (en) joue pour les Trojans de l'université de Troy et pour les Giants de New York. Sa nièce, Kristi Mokube, joue au basket-ball pour les Seminoles de l'université d'État de Floride.
Smith fréquente la Greenville Highschool à Greenville, en Alabama. Il joue au basket-ball au lycée et ne commence pas à jouer au football américain avant sa dernière année.

## Carrière universitaire
Smith joue au football universitaire pendant deux ans au East Mississippi Community College à Scooba, dans le Mississippi, avant d'être transféré aux Wildcats de l'université du Kentucky,. Au cours de son année freshman à East Mississippi, il enregistre 19 tacles dont 7 pour perte de terrain adverse et 4,5 sacks. Il réalise un total de 47 tacles, y compris 6,5 sacks de quarterback et 11 tacles pour perte de terrain adverse lors de son année sophomore. Il est nommé dans la seconde équipe All-America par la National Junior College Athletic Association en 2012.
Lors de sa première année au Kentucky, Smith est titulaire pour les 12 matchs des Wildcats au poste de defensive end et enregistre 59 tacles et six sacks. Le 23 novembre, contre les Bulldogs de l'université de Géorgie, il réalise sa meilleure performance avec neuf tacles combinés.
Pour sa saison senior, en 2014 il termine avec 60 tacles, dont 26 en solo et 4,5 sacks.

### Statistiques universitaires
| Année  | Équipe   | Statut | MJ |       | Plaquages | Plaquages | Plaquages | Plaquages |       | Interceptions | Interceptions | Interceptions | Interceptions |  | Fumbles | Fumbles |
| Année  | Équipe   | Statut | MJ | Total | Seul      | Ast.      | Sacks     | Nb.       | Yards | Déf.          | TD            | Nb.           | Rec.          |  |         |         |
| 2013   | Wildcats | JR     | 12 | 59    | 24        | 35        | 6,5       | 0         | 0     | 1             | 0             | 0             | 1             |  |         |         |
| 2014   | Wildcats | SR     | 12 | 60    | 26        | 34        | 4,5       | 0         | 0     | 2             | 0             | 0             | 1             |  |         |         |
| Totaux | Totaux   | Totaux | 24 | 119   | 50        | 69        | 11        | 0         | 0     | 3             | 0             | 0             | 2             |  |         |         |

## Carrière professionnelle
Smith participe au NFL Combine à Indianapolis dans l'Indiana et obtient les résultats suivants :
| Taille             | Poids           | Bras               | Main           | Sprint   | Sprint   | Sprint   | Shuttle 20 yards | 3 cones drill | Détente        | Détente         | Développé couché | Test Wonderlic |
| Taille             | Poids           | Bras               | Main           | 40 yards | 10 yards | 20 yards | Shuttle 20 yards | 3 cones drill | verticale      | horizontale     | Développé couché | Test Wonderlic |
| 6 ft 4 in (1,93 m) | 274 lb (124 kg) | 32 in 5⁄8 (0,83 m) | 10 in (0,25 m) | 4,83 s   |          |          | 4,66 s           | 7,42 s        | 29 in (0,74 m) | 113 in (2,87 m) | 23 reps          |                |

### Ravens de Baltimore (2015-2018)
Smith est sélectionné par la franchise des Ravens de Baltimore en 122e choix global lors du quatrième tour de la draft 2015 de la NFL. Le choix utilisé pour cette sélection est acquis des Lions de Détroit en échange de Haloti Ngata. Il signe un contrat de 4 ans d'une valeur de 2 763 152 dollars dont 483 152 sont garantis.
En tant que rookie, en 2015, Smith dispute 15 matchs totalisant 30 plaquages, 5½ sacks et une passe défendue. En 2016, il dispute 13 matchs dont quatre comme titulaire et totalise une passe défendue, un fumble forcé, un sack et 20 plaquages. En 2017, il participe à 14 matchs dont quatre comme titulaire pour un total d'une passe défendue, d'un fumble forcé, de 3 ½ sacks et de 24 plaquages.
Au cours de la 6e semaine de la saison 2018 (victoire 21-0 sur les Titans du Tennessee), Smith réalise 3 sacks permettant à la franchise d'améliorer son record de sacks sur un match avec 11 sacks effectués. Cette performance lui vaut le titre de meilleur joueur défensif AFC de la semaine. Il termine la saison avec des records en carrière soit 45 plaquages combinés, 8 sacks, 8 passes défendues et un fumble forcé. Il est le meilleur de sa franchise au nombre de sacks et en termine sixième au nombre de plaquages.

### Packers de Green Bay (2019-2021)
Le 14 mars 2019, Smith, devenu agent libre, signe un contrat de quatre ans pour un montant de 66 millions de dollars avec les Packers de Green Bay.

#### Saison 2019
Lors de ses débuts comme joueur des Packers en 1re semaine contre les Bears de Chicago (victoire 10-3), Smith effectue trois plaquages et un sack sur le quarterback Mitchell Trubisky. En 6e semaine lors de la victoire 23-22 contre les Lions de Détroit, il réussit un sack sur Matthew Stafford. Contre les Chiefs de Kansas City en 8e semaine (victoire 31-24), Smith plaque Matt Moore à deux reprises. En 12e semaine contre les 49ers de San Francisco (défaite 8-37), il enregistre un record d'équipe de 6 plaquages et un sack sur Jimmy Garoppolo. En 16e semaine contre les Vikings du Minnesota (victoire 23-10), Smith réussit 3 ½ sacks sur le quarterback Kirk Cousins,.
Lors du tour préliminaire (wild-card) de la phase éliminatoire contre les Seahawks de Seattle (victoire 28-23), Smith enregistre 2 sacks sur le quarterback Russell Wilson. Les Packers se qualifient pour la finale de conférence NFC qui les oppose aux 49ers de San Francisco. Au cours du match, Smith réalise cinq plaquages dont trois en solo, mais Green Bay est battu 37-20.

#### Saison 2020
En 3e semaine contre les Saints de La Nouvelle-Orléans (victoire 37-30), Smith force un fumble sur Taysom Hill qui est recouvert par les Packers. La semaine suivante lors de la victoire 30-16 sur les Falcons d'Atlanta, il réussit 3 sacks sur le quarterback Matt Ryan et est désigné meilleur joueur défensif NFC de la semaine pour cette performance.
En 12e semaine lors de la victoire 41-25 sur les Bears de Chicago, Smith réussit un sack sur le quarterback Mitchell Trubisky lequel commet un fumble qui est recouvert et retourné en touchdown par son coéquipier, le linebacker Preston Smith (en).
Le 21 décembre 2020, il est sélectionné pour le Pro Bowl 2021. Le 8 janvier 2021, il est sélectionné dans la deuxième équipe All-Pro 2020.

#### Saison 2021
Le 28 juillet 2021, Smith se présente au camp d'entraînement des Packers avec une blessure au dos et il est placé sur la liste des blessures non liées au football (NFI). Il s'entraîne avec parcimonie pendant le camp, mais assure aux fans qu'il sera prêt pour le match de la 1re semaine contre les Saints. Il ne joue que 18 snaps lors de cette défaite 3 à 38 et est pénalisé pour une brutalité sur le passeur (roughing the passer) qui annule une interception de son coéquipier Darnell Savage. Le 17 septembre, Smith est placé sur la liste des réservistes blessés (même blessure au dos que lors du camp d'entraînement). Pendant le week-end du 27 septembre, il est opéré et est indisponible pour une drée indéterminée, les Packers espérant qu'il puisse néanmoins en cours de saison. Le 29 octobre, Smith annonce sur Twitter qu'il est de retour et qu'il a hâte de retrouver le terrain. 
Néanmoins l'entraîneur principal Matt LaFleur déclare que l'encadrement devrait d'abord le remettre en condition et voir où il en est. Le 12 janvier 2022 Smith reprend les entraînements et le 22 janvier il est officiellement réinséré dans l'équipe pour jouer le match de phase éliminatoire (tour de division) contre les 49ers de San Francisco (défaite 10-13).
Le 14 mars 2022, Smith est libéré par les Packers et devient agent libre.

### Vikings du Minnesota
Le 22 mars 2022, Smith signe un contrat de trois ans pour un montant de 42 millions de dollars avec les Vikings du Minnesota où il retrouve Mike Pettine et Mike Smith.
Smith est désigné meilleur joueur défensif du mois d'octobre dans la NFC après avoir effectué 14 plaquages dont huit pour perte, 6 ½ sacks et une passe déviée. Lors de la victoire 34 à 26 contre les Cardinals, il totalise sept plaquages dont trois pour perte, trois sacks et une passe déviée ce qui lui vaut d'être désigné meilleur défenseur de la 8e semaine en NFC.

### Browns de Cleveland
Le 16 mai 2023, les Browns acquièrent Smith en échange de leurs deux choix de cinquième tour de la draft 2023 et leurs choix de sixième et septième tour de la draft 2025. Smith est titulaire lors des seize matchs de la saison et termine deuxième de son équipe au nombre de sacks (5 ½ sacks).
Le 13 mars 2024, Smith signe une extension de contrat de deux ans avec les Browns.

### Lions de Détroit
Le 5 novembre 2024, Les Browns échangent Smith et un choix de 7e tour de la draft 2026 contre un choix de 5e tour de la draft 2025 et un choix de 6e tour de la draft 2026 aux Lions de Détroit. Smith fait ses débuts pour les Lions le 17 novembre 2024 contre les Jaguars de Jacksonville où il enregistre 1½ sack sur le quarterback Mac Jones lors de la victoire 52 à 6.
Le 9 mars 2025, Smith est libéré par les Lions.

## Statistiques professionnelles
| Année                   | Équipe                  | MJ  |       | Plaquages | Plaquages | Plaquages | Plaquages |       | Interceptions | Interceptions | Interceptions | Interceptions |  | Fumbles | Fumbles |
| Année                   | Équipe                  | MJ  | Total | Seul      | Ast.      | Sacks     | Nb.       | Yards | Déf.          | TD            | Nb.           | Rec.          |  |         |         |
| 2015                    | Ravens de Baltimore     | 15  | 30    | 20        | 10        | 05,5      | 0         | 0     | 1             | 0             | 0             | 0             |  |         |         |
| 2016                    | Ravens de Baltimore     | 13  | 20    | 10        | 10        | 01,0      | 0         | 0     | 1             | 0             | 1             | 0             |  |         |         |
| 2017                    | Ravens de Baltimore     | 14  | 24    | 15        | 9         | 03,5      | 0         | 0     | 1             | 0             | 1             | 0             |  |         |         |
| 2018                    | Ravens de Baltimore     | 16  | 45    | 26        | 19        | 08,5      | 0         | 0     | 2             | 0             | 1             | 0             |  |         |         |
| 2019                    | Packers de Green Bay    | 16  | 55    | 41        | 14        | 13,5      | 0         | 0     | 0             | 0             | 1             | 0             |  |         |         |
| 2020                    | Packers de Green Bay    | 16  | 52    | 35        | 17        | 12,5      | 0         | 0     | 2             | 0             | 4             | 2             |  |         |         |
| 2021                    | Packers de Green Bay    | 01  | 01    | 01        | 0         | 00,0      | 0         | 0     | 0             | 0             | 0             | 0             |  |         |         |
| 2022                    | Vikings du Minnesota    | 16  | 44    | 32        | 12        | 10,0      | 0         | 0     | 5             | 0             | 1             | 0             |  |         |         |
| 2023                    | Browns de Cleveland     | 16  | 27    | 18        | 09        | 05,5      | 0         | 0     | 3             | 0             | 1             | 0             |  |         |         |
| 2024                    | Browns de Cleveland     | 09  | 23    | 15        | 08        | 05,0      | 0         | 0     | 0             | 0             | 0             | 0             |  |         |         |
| 2024                    | Lions de Détroit        | 08  | 12    | 07        | 05        | 04,0      | 0         | 0     | 1             | 0             | 0             | 0             |  |         |         |
| Totaux en NFL           | Totaux en NFL           | 140 | 333   | 220       | 113       | 69,0      | 0         | 0     | 16            | 0             | 10            | 2             |  |         |         |
| Totaux chez les Ravens  | Totaux chez les Ravens  | 058 | 119   | 071       | 48        | 18,5      | 0         | 0     | 05            | 0             | 03            | 0             |  |         |         |
| Totaux chez les Packers | Totaux chez les Packers | 033 | 107   | 076       | 31        | 26,0      | 0         | 0     | 02            | 0             | 05            | 2             |  |         |         |
| Totaux chez les Browns  | Totaux chez les Browns  | 025 | 050   | 033       | 17        | 10,5      | 0         | 0     | 03            | 0             | 01            | 0             |  |         |         |

| Année                   | Équipe                  | MJ |       | Plaquages | Plaquages | Plaquages | Plaquages |       | Interceptions | Interceptions | Interceptions | Interceptions |  | Fumbles | Fumbles |
| Année                   | Équipe                  | MJ | Total | Seul      | Ast.      | Sacks     | Nb.       | Yards | Déf.          | TD            | Nb.           | Rec.          |  |         |         |
| 2018                    | Ravens de Baltimore     | 1  | 1     | 1         | 0         | 0,0       | 0         | 0     | 0             | 0             | 0             | 0             |  |         |         |
| 2019                    | Packers de Green Bay    | 2  | 7     | 5         | 2         | 2,0       | 0         | 0     | 0             | 0             | 0             | 0             |  |         |         |
| 2020                    | Packers de Green Bay    | 2  | 5     | 3         | 2         | 1,0       | 0         | 0     | 0             | 0             | 0             | 0             |  |         |         |
| 2021                    | Packers de Green Bay    | 1  | 1     | 1         | 0         | 1,0       | 0         | 0     | 0             | 0             | 0             | 0             |  |         |         |
| 2022                    | Vikings du Minnesota    | 1  | 3     | 2         | 1         | 0,0       | 0         | 0     | 0             | 0             | 0             | 0             |  |         |         |
| 2023                    | Browns de Cleveland     | 1  | 1     | 0         | 1         | 0,0       | 0         | 0     | 0             | 0             | 0             | 0             |  |         |         |
| 2024                    | Lions de Détroit        | 1  | 0     | 0         | 0         | 0,0       | 0         | 0     | 1             | 0             | 0             | 0             |  |         |         |
| Totaux en NFL           | Totaux en NFL           | 9  | 18    | 12        | 6         | 4,0       | 0         | 0     | 1             | 0             | 0             | 0             |  |         |         |
| Totaux Chez les Ravens  | Totaux Chez les Ravens  | 1  | 01    | 01        | 0         | 0,0       | 0         | 0     | 0             | 0             | 0             | 0             |  |         |         |
| Totaux chez les Packers | Totaux chez les Packers | 5  | 13    | 09        | 4         | 4,0       | 0         | 0     | 0             | 0             | 0             | 0             |  |         |         |

## Trophées et récompenses
- Sélectionné au Pro Bowl : 2019 (saison 2018) et 2020 (saison 2021)[62] ;
- Classé 48e dans le Top 100 des meilleurs joueurs NFL en 2020 ;
- Classé 51e dans le Top 100 des meilleurs joueurs NFL en 2021 ;
- Meilleur joueur défensif NFC du mois d'octobre en 2022 ;
- Meilleur joueur défensif NFC de la 8e semaine en 2022 ;
- Meilleur joueur défensif NFC de la 4e semaine en 2020 ;
- Meilleur joueur défensif NFC de la 6e semaine en 2018.

## Problèmes juridiques
Le 29 septembre 2019, Smith est cité par le bureau du shérif du comté de Racine pour possession de marijuana et excès de vitesse dans une zone résidentielle. Smith et ses coéquipiers Rashan Gary et Kingsley Keke (en) reviennent de Chicago à Green Bay lorsqu'un adjoint les arrête pour avoir conduit à 81 miles/heure dans une zone résidentielle limitée à 60 près de l'intersection de l'Interstate 94 et de l'autoroute 20 dans la ville de Mount Pleasant. Le député sent l'odeur de la marijuana dans le véhicule et le fouille, découvrant trois « blunts » (un cigare fabriqué avec des feuilles de marijuana) et une cartouche de vapeur de THC dans un sac de sport à l'arrière du véhicule. Aucun des hommes ne semble être sous influence ou avoir de la drogue sur lui au moment de la fouille, mais tous les trois sont brièvement menottés, interrogés séparément, puis relâchés après que Smith ait admis être propriétaire des objets trouvés lors de la fouille et avoir fumé de la marijuana avant de quitter Chicago. Smith coopère avec l'agent tout au long de l'incident, mais engage un avocat qui inscrit un plaidoyer de non-culpabilité aux accusations d'excès de vitesse et de possession de marijuana. Le 30 juillet 2020, le procureur du comté de Racine abandonne les charges.